# Edwin Stephen Goodrich
Edwin Stephen Goodrich (Weston-super-Mare 21 de juny 1868 - † Oxford, 6 de gener de 1946) va ser un zoòleg anglès especialitzat en anatomia comparada, embriologia, paleontologia i evolució. Va ser catedràtic de Zoologia a la Universitat d'Oxford entre 1921 i 1946.
Goodrich, Julian Huxley i Gavin de Beer, van conformar el grup dels morfòlegs d'Oxford. Va ser triat membre de la Royal Society el 1905.
En 1888 va entrar al Col·legi Universitari de Londres, on va conèixer a Ray Lankester, de qui va ser un estret col·laborador durant tota la seva vida acadèmica.
Els seus treballs sobre els invertebrats li van valer per establir diferents homologies entre aquests i els vertebrats, com l'existent entre els conductes genitals (no els nefridis) i els ronyons.